# Flittige høns
Flittige høns er en dansk dokumentarfilm fra 1954 instrueret af Erik Ole Olsen.

## Handling
Filmen præsenterer de vigtigste hønseracer i dansk fjerkræhold. Den behandler forhold vedrørende ydelser og skildrer i øvrigt forhold vedrørende fodring og pasning i almindelige hønsebesætninger.